# LeBron James
LeBron Raymone James (* 30. prosince 1984, Akron, Ohio, USA) je profesionální americký basketbalista přezdívaný King James, který působí v týmu Los Angeles Lakers v Národní Basketbalové Asociaci (NBA). Je to čtyřnásobný vítěz Finále NBA z let 2012, 2013, 2016 a 2020, ve kterých získal také ocenění MVP (Nejužitečnější hráč) Finále. Dne 8. 2. 2023 se stal rekordmanem NBA v počtu nastřílených bodů v základní části soutěže, když překonal Kareema Abdul-Jabbara a jeho 38 387 bodů. Hraje na pozici křídla a je znám pro své vynikající atletické schopnosti, dobrou střelbu ze všech pozic, těžko zastavitelné nájezdy do koše a solidní doskakování. Dokáže rovněž rozehrávat útoky a nacházet své spoluhráče na dobrých pozicích. Jeho mírnou slabinou je střelba trestných hodů.
V mládí získal třikrát ocenění „Mr. Basketball“ Ohia na střední škole a byl hodně zmiňován v mediích jako budoucí superhvězda, když byl ve druhém ročníku na střední škole St. Vincent – St. Mary High School. V 18 letech byl vybrán jako první v pořadí z celkového výběru v draftu NBA v roce 2003 týmem Cleveland Cavaliers a podepsal smlouvu s Nike v hodnotě 90 milionů dolarů ještě před svým profesionálním debutem. Na začátku své kariéry vytvořil mnoho nových hráčských rekordů. Byl jmenován nováčkem roku NBA (Rookie of the Year) v roce 2003–2004, nejužitečnějším hráčem NBA (Most Valuable Player) v letech 2008–2009 a 2009–2010 a od roku 2005 byl každý rok vybrán do týmu All-NBA a do zápasu All-Star. V roce 2010 vyústil velmi propagovaný proces volných hráčů jeho odchodem do Miami Heat. Díky tomu se stal třetím nejužitečnějším hráčem NBA, který změnil tým a prvním od roku 1982, kdy totéž udělal Moses Malone. V roce 2014 se stal nechráněným volným hráčem a v průběhu léta se nečekaně vrátil do rodného Ohia a od sezony 2014–2015 znovu oblékl dres Clevelandu Cavaliers. Koncem června 2018 se stal volným hráčem a posléze podepsal kontrakt s klubem Los Angeles Lakers.
Jako klíčový hráč Clevelandu dovedl svůj tým do každého playoff od roku 2006 do roku 2010. V roce 2007 se Cavaliers poprvé od roku 1992 dostali až do finále konference a vůbec poprvé do hlavního finále NBA za celou svou historii. Stal se také členem národního týmu USA, přičemž získal bronz na olympijských hrách v roce 2004, zlato na olympiádě v roce 2008 a další zlato na olympiádě v roce 2012. V roce 2013 ukončil svou reprezentační kariéru. V roce 2015 dovedl Cleveland znovu do finále NBA, kde jeho tým nestačil na Golden State Warriors. V roce 2016 zakončil jeho tým základní část NBA s nejlepší bilancí na východě a probojoval se opět do finále NBA. Zde byli jeho soupeři znovu hráči Golden State. Clevelandu se podařilo zvrátit nepříznivý stav série z 1:3 na 4:3 a poprvé vyhrát titul šampionů NBA. LeBronův podíl na tomto vítězství byl zásadní a vynesl mu titul MVP Finále.
Podle časopisu Forbes jde o druhého nejlépe placeného sportovce roku 2017.

## Biografie
Narodil se šestnáctileté matce Glorii 30. prosince 1984 v Akronu v Ohiu. Jeho otec, Anthony McClelland, byl odsouzen a tudíž nechal Glorii, aby ho vychovávala sama.
Nyní má tři děti se svojí středoškolskou láskou Savannah Brinsonovou. Syn LeBron James Jr., se narodil 6. října 2004, Bryce Maximus James 14. června 2007 a jeho dcera Zhuri James 22. října 2014.
Na střední škole St.Vincent-St. Mary také hrával americký fotbal. Ve druhém ročníku byl jmenován do prvního týmu all-state jako wide receiver a ve třetím ročníku dovedl svůj tým do státního semifinále. Sportovní analytici spekulovali o tom, zdali by mohl hrát v NFL.

### Kontrakty
Má potvrzeny kontrakty s Nike, Sprite, Glacéau, Bubblicious, Upper Deck, McDonald's a State Farm. Společně s Nike vydal šest označených druhů bot a čtvery doplňkové boty (20–5–5, Soldier, Soldier 2, Ambassador). V roce 2007 hrál v sérii reklam zvaných „The LeBrons“. V prosinci roku 2007 se umístil na prvním místě v žebříčku 20 lidí s největšími výdělky do 25 let časopisu Forbes (Forbes Top 20 Earners Under 25) s ročním výdělkem v hodnotě 27 milionů dolarů.
V červnu roku 2008 věnoval 20 tisíc dolarů do volebního výboru Baracka Obamy. 29. října roku 2008 se podařilo Jamesovi shromáždit skoro 20 000 lidí v Quicken Loans Arena na sledování půlhodinového televizního spotu Baracka Obamy American Stories, American Solutions. Byl promítán na velkou obrazovku nad pódiem, kde poté zdarma vystoupil americký rapper Jay-Z.

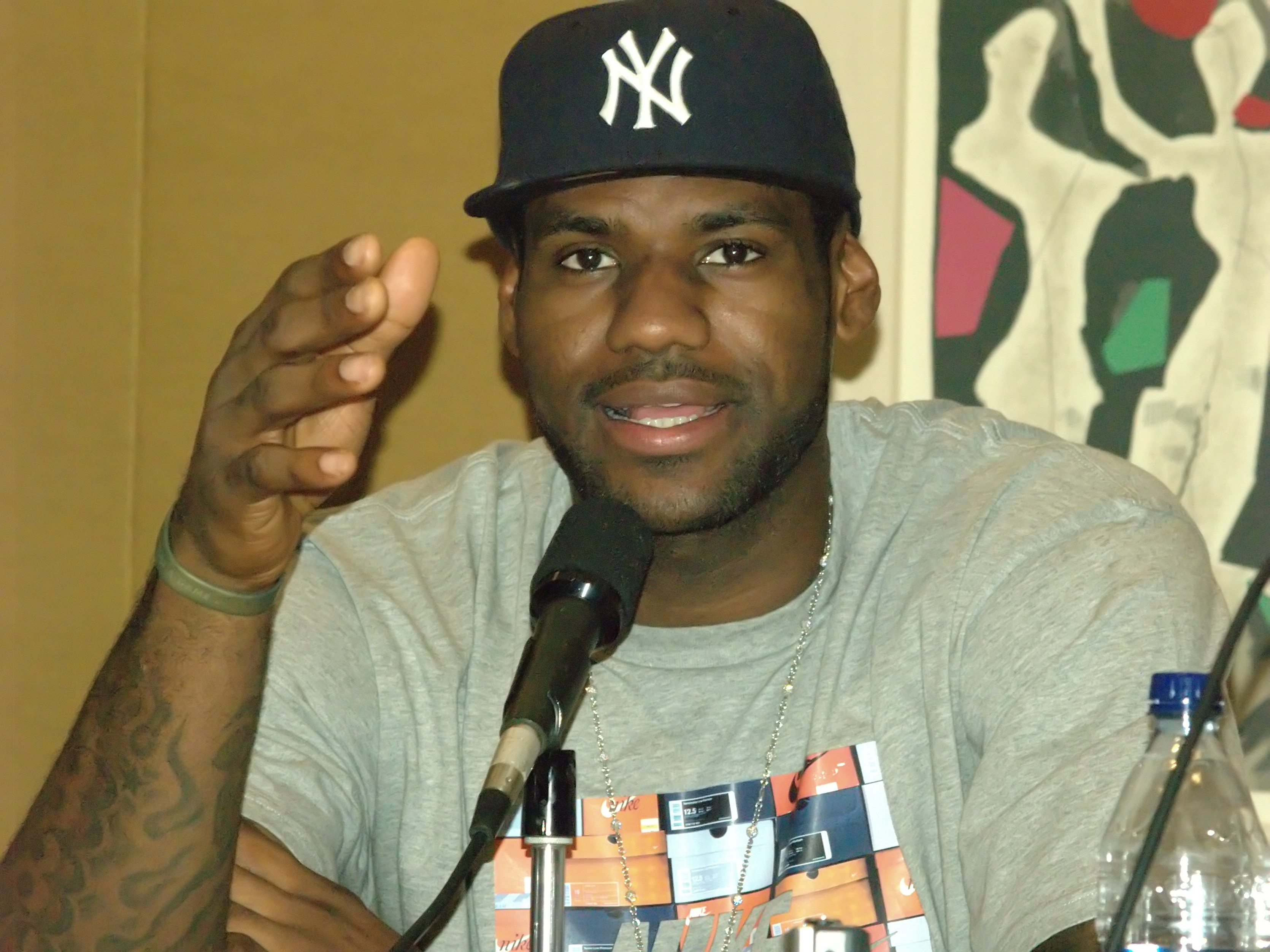
James na tiskové konferenci v New York City v roce 2009 ohledně filmu popisující jeho život s názvem More than a Game.

S Ice Cube se dali dohromady, aby vytvořili hodinový speciál pro televizní stanici ABC, založený na jeho životních osudech. Objevil se na titulní stránce únorové edice magazínu GQ v roce 2009. Byl o něm natočen film More Than a Game společnosti Lions Gate.

### Veřejný image
Během NBA playoff v roce 2007 byl kritizován za své odmítnutí podpisu petice, se kterou začal jeho spoluhráč Ira Newble. Týkala se údajného zapojení čínské vlády do probíhajícího konfliktu v súdánském regionu Dárfúr. On sám to okomentoval tím, že o tom problému dost nevěděl. O rok později veřejně promluvil o problému: „V posledních dnech mluvíme o lidských právech a lidé by měli pochopit, že lidská práva a lidské životy jsou v ohrožení. Nemluvíme tady o kontraktech ani o penězích. Mluvíme o ztrátě lidských životů a to pro mě znamená mnohem více, než nějaké peníze nebo smlouvy.“
Byl kritizován fanoušky Clevelandu za to, že se účastnil zápasu Clevelandu Indians proti New York Yankees s kšiltovkou Yankees na hlavě. On sám na to řekl: „Chci, aby každý Indián uspěl. Miluju všechny fanoušky, kteří chodí na zápasy a povzbuzují nás. Ale co se týče týmu, tak chci, aby vyhráli Yankees.“ Přesto, že v dětství bydlel v Ohiu, dodal, že vyrostl jako fanoušek Yankees, Dallas Cowboys a Chicago Bulls. V lednu roku 2008 vydal Nike boty Air Zoom V LeBron s motivem Yankees a byly dostupné jen v New York City.
V březnu roku 2008 se stal prvním Afroameričanem, který se objevil na titulní stránce Vogue, kde pózoval společně s Gisele Bündchenovou. Zároveň se také stal třetím mužem, který se objevil na titulní stránce Vogue po Richardu Gereovi a Georgu Clooneym. Někteří sportovní bloggeři a publicisté považovali tento snímek za útočný, popisující jeho chování a jeho držení Bündchen jako odkaz na klasické zobrazení filmového monstra King Konga o 75 let dříve.
V srpnu roku 2008 uvedl jemu velmi blízký zdroj, že zvažoval své angažmá v evropském týmu Olympiakos CFP. Pokud by zde dostal roční plat 50 milionů dolarů. Poté řekl, že možná podepíše prodloužení smlouvy s Clevelandem Cavaliers na konci sezóny 2008–09.
23. července se přiznal v rozhovoru pro svou připravovanou knihu „Shooting Stars“ k užívání marihuany během jeho kariéry na střední škole, když se chtěl vyrovnat se stresem, který v té době prožíval díky neustálé pozornosti medií.
Společně s Jimmem Kimmelem uváděl ESPY Awards v roce 2007. On sám byl nominován hned na tři ESPY ocenění: Nejlepší sportovec, nejlepší hráč NBA (vítěz) a nejlepší rekordní výkon. Výkon, za který byl nominován, byl za 5. zápas finále Východní konference NBA proti Detroit Pistons v roce 2007, kde nastřílel 48 bodů, včetně 29 bodů z posledních 30 a také všech 25 bodů jeho týmu v prodloužení. James byl hostem 33. ročníku premiéry Saturday Night Live. Tvůrce této show, Lorne Michales, jej pochválil za jeho všestrannost.

### Tetování
Má několik tetování po celém jeho těle. Na zádech má vyzdobený nápis „Chosen 1“, což je jeho přezdívka, kterou dostal od Sports Illustrated, když byl na střední škole. Na pravé noze má svisle „Witness“. Na pravé ruce má lva s korunou a „Gloria“ pro jeho mámu. Na horní části levé ruky má vytetované slovo „Beast“ a „Hold my own“ a na dolní části má tvář jeho prvního syna se slovy „Prince James“ a „Maximus Bryce“ pro druhého syna. Na dolní části pravé ruky má „Akron“ a „330“, což je kód telefonní oblasti Akronu, Jamesova rodného místa. Na pravém předloktí má slogan „No one can see through what I am except for the one that made me.“ Na jeho hrudi má slova „Gifted Child“ a velké zvíře přes jeho prsa podobající se lvu-draku.

## Středoškolský basketbal
Střední školu absolvoval v St. Vincent–St. Mary High School v Akronu, kde hrál v základní sestavě v jeho prvním ročníku za Fighting Irish. Průměrně si připsal 21 bodů a 6,2 doskoků na zápas a dovedl jeho tým s rekordním vítězstvím 23–1 na zápasy ke státnímu titulu ve třetí divizi. Hlavním trenérem byl Keith Dambrot, který je nyní hlavním trenérem na University of Akron. Ve druhém ročníků měl James průměr 25,2 nastřílených bodů, 7,2 doskoků, 5,8 asistencí a 3,8 získaných míčů. Jeho tým podruhé dovedl ke státnímu titulu ve třetí divizi s rekordem na zápasy 26–1. Stal se prvním studentem druhého ročníku, který byl jmenovaný „Mr. Basketball“ Ohia a zároveň prvním studentem druhého ročníku, který kdy byl vybrán do All-USA First Team novinářů USA Today.
Ve třetím ročníku se jeho výsledky opět zlepšily. Průměrně si na zápas připsal 29 bodů, 8,3 doskoků, 5,7 asistencí a 3,3 získaných míčů a byl opět jmenovaný „Mr. Basketball“ Ohia. Získal místo v All-USA First Team a byl jmenován nejlepším národním hráčem chlapeckého basketbalu roku 2001–2002. Bylo to v době, kdy se jeho přezdívka „King James“ stala běžnou v Ohiu.
Objevil se v SLAM Magazine, který zahájil jeho národní publicitu. Basketbalový tým St. Vincent–St. Mary High School neobhájil svůj státní titul, když byl nucen postoupit do náročnější druhé divize, kde prohrál s Roger Bacon High School. On sám zvažoval, že po ukončení sezóny v roce 2002 vstoupí do NBA draftu. Sepsal petici na úpravu pravidel ohledně kvalifikace do draftu, kde bylo v té době požadováno od potenciálních hráčů, aby měli alespoň ukončenou střední školu. Jeho Petice byla sice neúspěšná, ale zajistila mu velkou pozornost národních medií, když byl v posledním ročníku. Do té doby se už objevoval na titulní straně Sports Illustrated a ESPN The Magazine. Jeho popularita donutila jeho tým k přesunutí tréninků ze školní tělocvičny do blízké arény Jamese A. Rhodese na University of Akron. Některé hvězdy NBA, jako například Shaquille O'Neal, se účastnily jeho zápasů a některé z Jamesových zápasů byly dokonce vysílány v národním televizním kanále ESPN2 a regionálně přes pay-per-view.

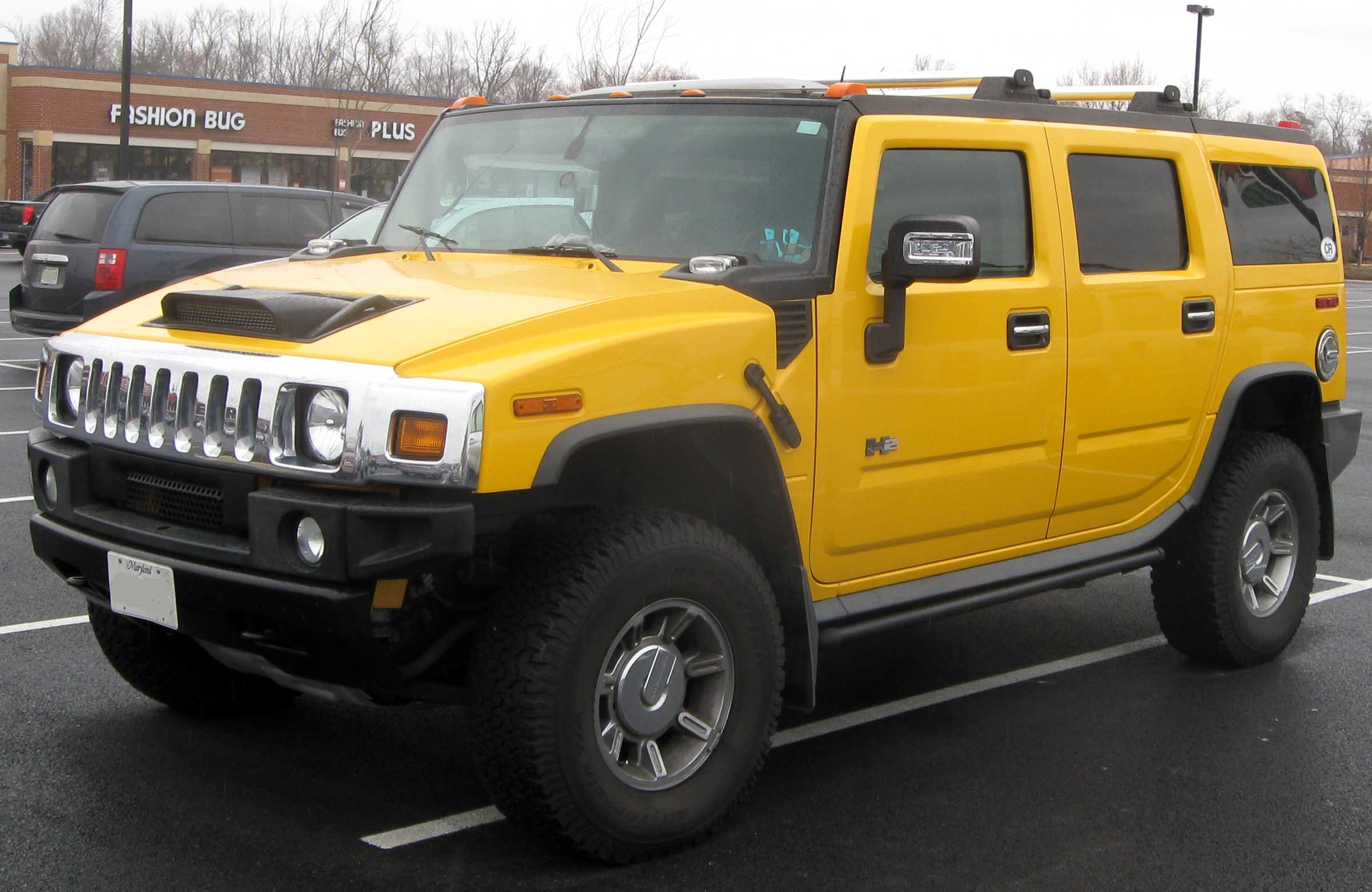
Hummer H2, který Gloria James koupila svému synovi k 18. narozeninám.

V roce 2003 dostala Jamesova matka, Gloria James, schválení k půjčce na koupi Hummeru H2 k 18. narozeninám jejího syna. Banka vzala v potaz budoucí možné výdělky jejího syna a pobídla středoškolskou atletickou asociaci v Ohiu (OHSAA) k vyšetřování. Podle pravidel OHSAA nesmí žádný amatér přijmout jakýkoliv dar přesahující hodnotu 100 dolarů jako odměnu za jeho atletický výkon. Když později přijal od NEXT (městský obchod s oblečením na Shaker Square) dva dresy Wese Unselda a Galea Sayerse v hodnotě 845 dolarů výměnou za vyvěšení jeho obrázků na stěnách tohoto obchodu, OHSAA mu odebrala povolení hrát. Celou záležitost řešil soudní cestou a soudce poté snížil tento trest na zákaz na dva zápasy a povolil mu dohrát zbytek sezóny. Jeho tým byl donucen zkontumovat jednu z jejich výher jako trest. Tato kontumace byla jediná prohra jeho týmu za celou sezónu.
I přes tyto problémy dokázali Irish vyhrát svůj třetí státní titul, přičemž James měl průměrně na zápas 31,6 bodů, 9,6 doskoků, 4,6 asistencí a 3,4 odebrání míče za celou sezónu. Potřetí byl jmenován do All-USA First Team a také byl po třetí v řadě jmenován „Mr. Basketball“ v Ohiu. Získal ocenění MVP za zápas McDonald's All-American, EA Sports Roundball Classic a Jordan Capital Classic. I když bylo předem jasné, že se James účastní více než dvou středoškolských All-star událostí, tak přesto ztratil způsobilost hrát za NCAA. Svoji středoškolskou kariéru ukončil s 2657 body, 892 doskoky a 523 asistencemi.

## Kariéra v NBA

### Cleveland Cavaliers

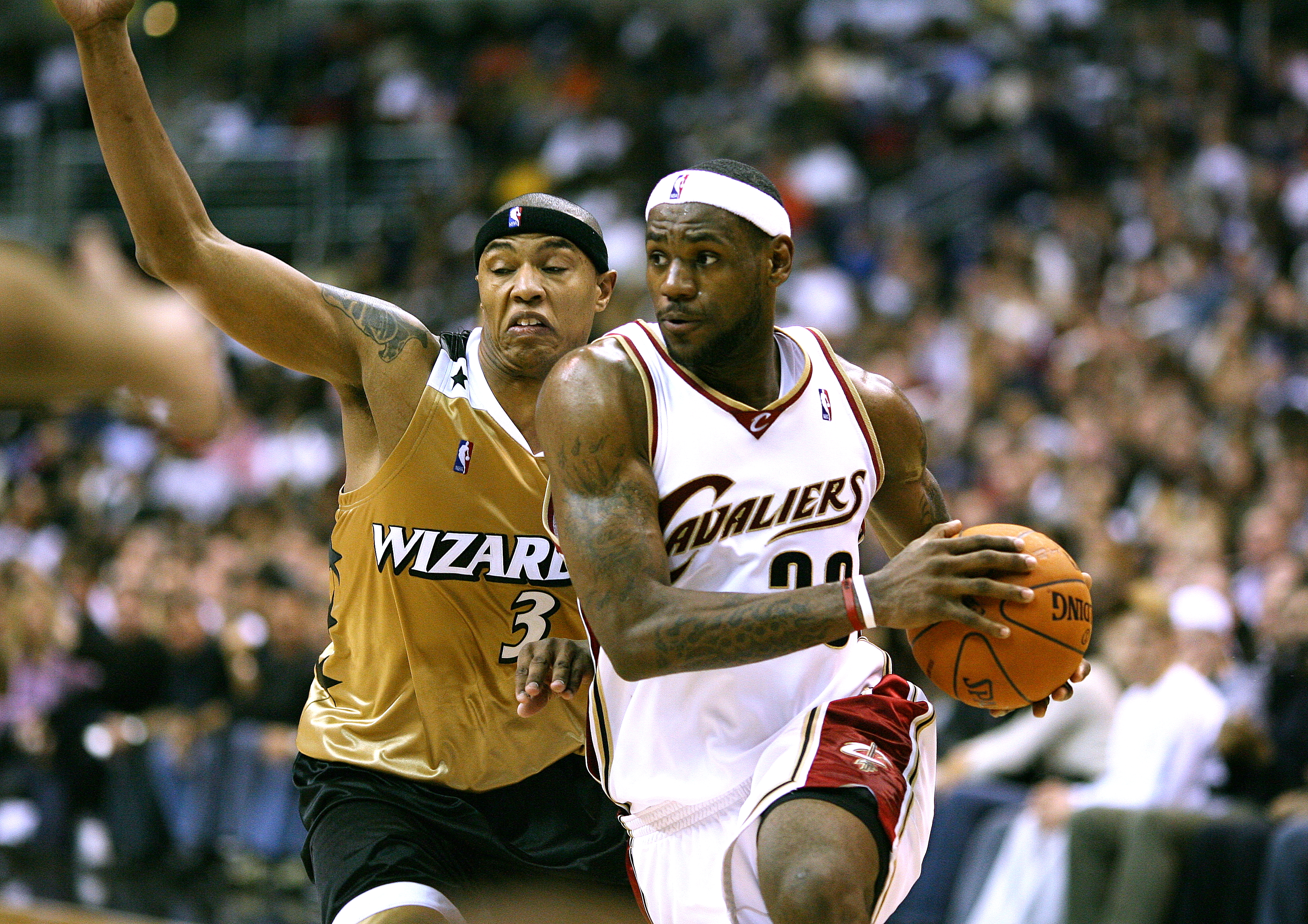
LeBron James v zápase proti Washington Wizards.

#### První rok
Byl vybrán Clevelandem Cavaliers jako první v celkovém výběru NBA draftu v roce 2003. Svůj první zápas hrál proti Sacramento Kings a připsal si 25 bodů, 9 asistencí, 6 doskoků a 4 získané míče s přesností střelby 60 % z pole. James se stal nejmladším hráčem v historii, který nastřílel 40 a více bodů, když v zápase proti New Jersey Nets nasázel 41 bodů. Počítalo se s jeho účastí ve smečovací soutěži (Slam Dunk Contest) v roce 2004 během All-star víkendu, ale kvůli zranění kotníku, které si udělal v lednu toho roku se nemohl účastnit. Sezónu ukončil s průměrem 20,9 body, 5,9 asistencemi a 5,5 doskoky na zápas a byl jmenován nejlepším nováčkem roku (NBA Rookie of the Year) v roce 2003–2004. Stal se prvním hráčem historie Cavaliers a zároveň nejmladším hráčem v celé historii NBA, který kdy dostal takové ocenění. Přidal se k Oscaru Robertsonovi a Michaelu Jordanovi, jakožto k jediným hráčům, kteří si kdy v jejich prvním roce v NBA připsali průměrně nejméně 20 bodů, 5 asistencí a 5 doskoků na zápas (Tyreke Evans se k nim také později přidal). Cavaliers se oproti předchozí sezóně zlepšili o 18 výher a ukončili sezónu s bilancí 35–47, ale nedostali se do playoff.

#### Sezóna 2004–2005
V sezóně 2004–05 byl poprvé vybrán do zápasu NBA All-Star, kde nastřílel 13 bodů, doskočil 8 míčů a připsal si 6 asistencí, a i díky tomu se Východu podařilo obhájit svoje vítězství s výsledným skórem 125–115. Během této sezóny se stal nejmladším hráčem v historii, který si připsal triple-double (výkon, v němž hráč zaznamená dvouciferný počet ve třech z pěti statistických kategorií, kterými jsou body, doskoky, asistence, sebrání míče a bloky) a byl vybrán do týmu All-NBA. Průměrně za sezónu měl James na kontě 27,2 bodů, 7,2 asistencí, 7,4 doskoků a 2,2 sebraných balonů. Cavaliers se opět nedostali do playoff a ukončili sezónu s bilancí 42–40.

#### Sezóna 2005–2006
V sezóně 2005–2006 byl vybrán do jeho druhého zápasu All-Star, kde s 29 body, 6 doskoky a 2 asistencemi dovedl Východ k celkovému vítězství 122–120. Stal se nejmladším hráčem, který kdy obdržel cenu nejužitečnějšího hráče zápasu All-Star. Bylo mu pouhých 21 let a 51 dní. Byl jmenován hráčem týdne NBA (NBA Player of the Week) a uzavřel sezónu s 5 oceněními. Nastřílel více než 35 bodů v 9 po sobě jdoucích zápasech a díky tomu se přidal k Michaelovi Jordanovi a Kobemu Bryantovi, jakožto ke hráčům, kteří od roku 1970 dosáhli takového výsledku. Na konci sezóny měl na kontě průměrně 31,4 nastřílených bodů, 7 doskoků a 6,6 asistencí. Stal se nejmladším hráčem v historii, který průměrně nastřílel více než 30 bodů za sezónu. Zároveň se stal čtvrtým hráčem v historii NBA, který měl za sezónu průměrně více než 30 bodů, 7 doskoků a 6 asistencí. Cavaliers se dostali do playoff poprvé od roku 1998 a zlepšili sezónní bilanci ze 17–65 z roku 2002–03 na 50–32 v roce 2004–05.
Během základní části byl jmenován kandidátem na ocenění pro nejužitečnějšího hráče NBA (Most Valuable Player Award). I když skončil druhý hned za Stevem Nashem z Phoenixu Suns, tak byl oceněn jako spolu-MVP s Nashem v magazínu The Sporting News. Jde o ocenění, které je udělováno na základě hlasování 30 generálních manažerů NBA.
Jeho první zápas v playoff proběhl proti Washington Wizards v roce 2006, ve kterém zaznamenal triple-double s 32 body, 11 asistencemi a 11 doskoky. Cavaliers porazili Wizards 97–86. Přidal se k Johnymu McCarthymu a Magicu Johnsonovi, jakožto k jediným hráčům historie NBA, kteří zaznamenali triple-double ve svém prvním zápase v playoff. Za celou sérii proti Wizards zaznamená průměrně na zápas 35,7 bodů a Cavaliers eliminovali Wizards v 6 zápasech. Vytvořil nový rekord v počtu ztracených balonů v sérii o šesti zápasech na 34. V druhém kole playoff Cavaliers podlehli v sedmi zápasech obhájci šampionu Východní konference Detroitu Pistons. Průměrně se připsal 30,8 bodů, 8,1 doskoků, 5,8 asistencí v celém playoff.
Na konci sezóny vyjednal prodloužení své smlouvy o tři roky s možností čtvrtého roku. Tato smlouva měla hodnotu 60 milionů dolarů a začala platit v roce 2007–2008. I když to bylo na méně let a za méně peněz, než za maximum za kolik to mohl podepsat, tak mu to zaručilo možnost vstoupit do procesu volných hráčů v roce 2010 a najít tak smlouvu s vyšší hodnotou. Tuto možnost prodiskutoval se svými kamarády z NBA draftu v roce 2003, Dwyanem Wadem a Chrisem Boshem, kteří udělali totéž ve svých týmech.

#### Sezóna 2006–2007

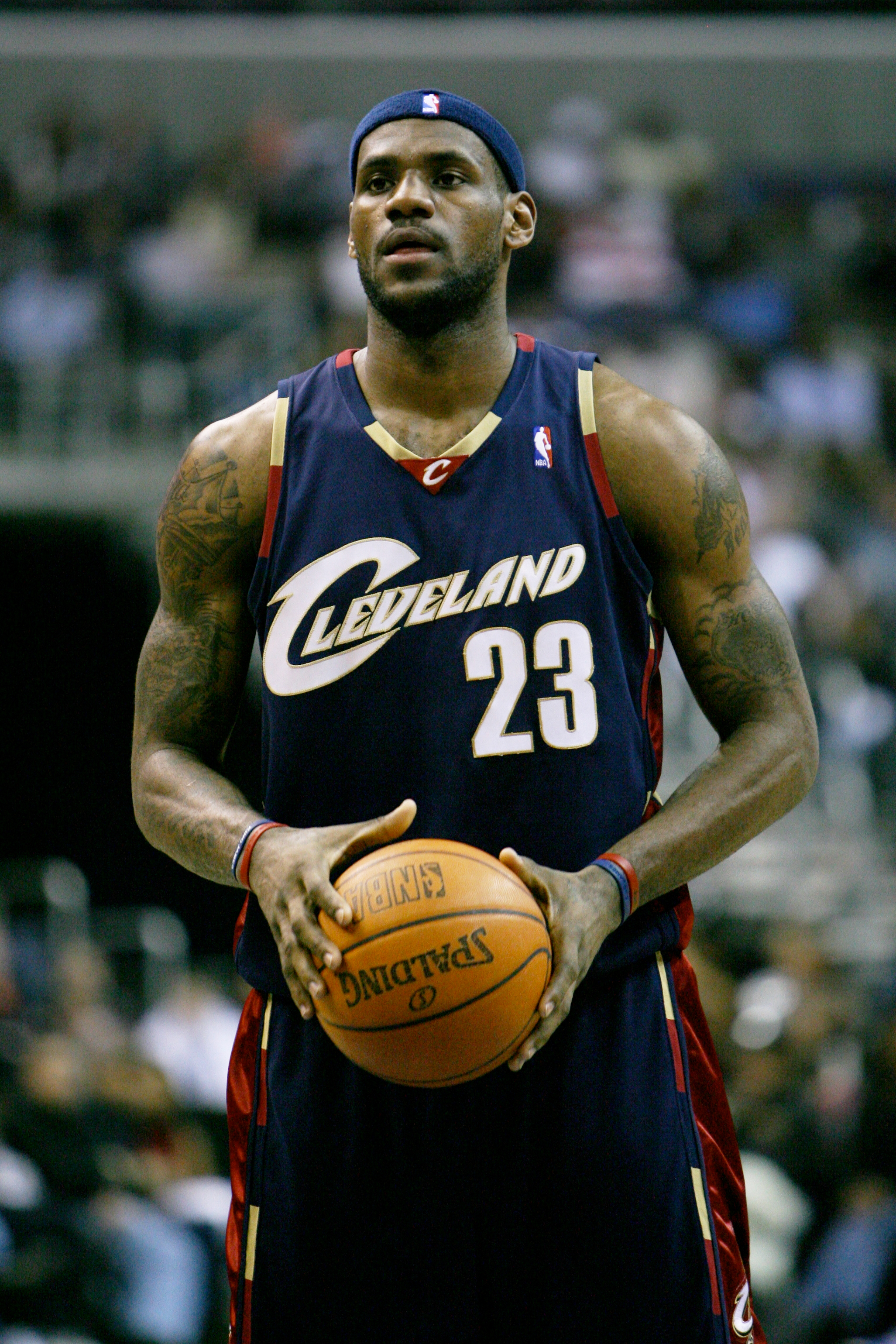
LeBron James v dubnu roku 2007.

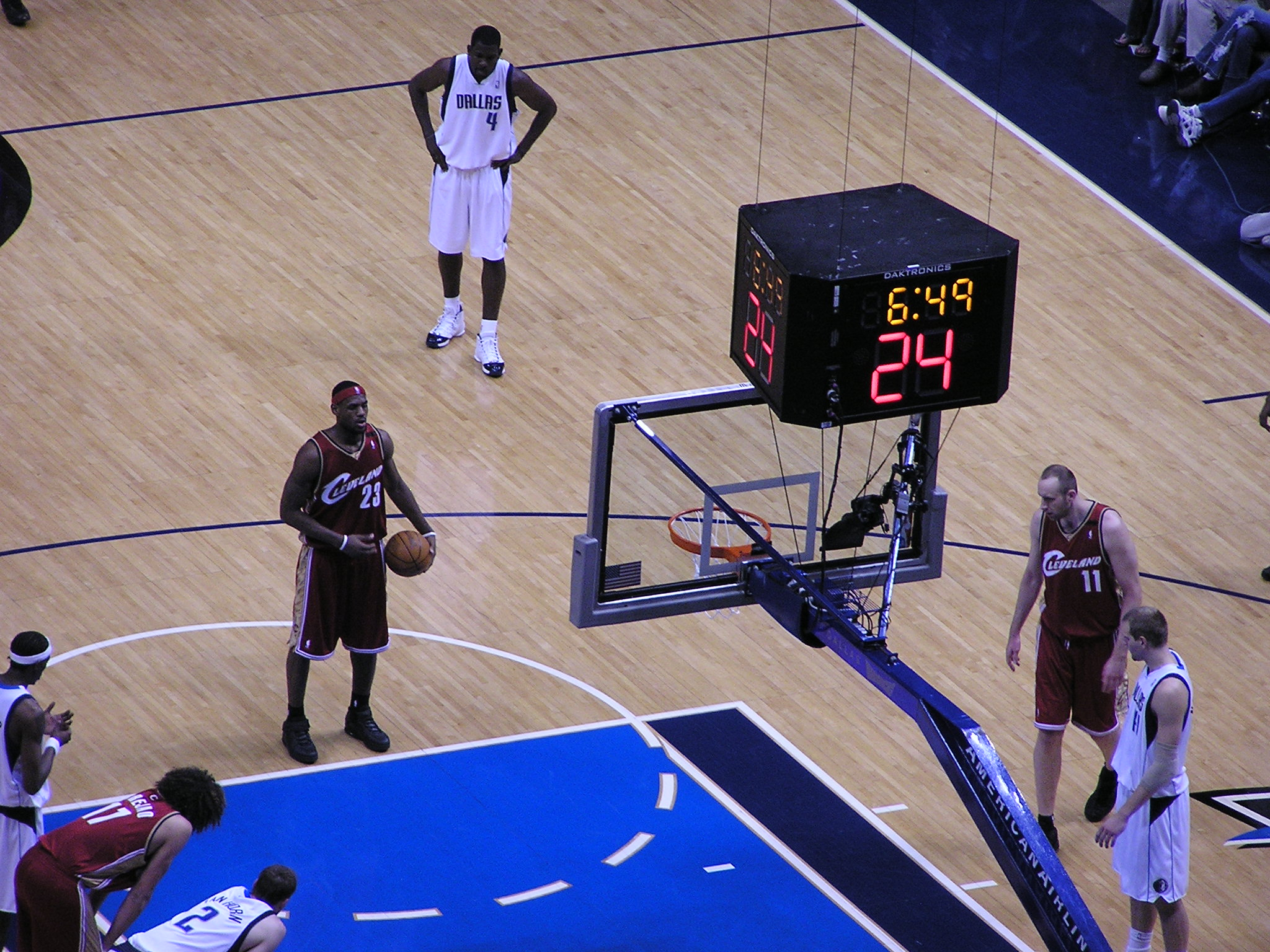
James se připravuje na trestný hod proti Dallasu Mavericks.

Byl vybrán do jeho třetího, po sobě jdoucího zápasu All-Star během sezóny 2006–2007. V tomto zápase hrál celkem 32 minut a skončil s 28 body, 6 doskoky a 6 asistencemi. Během základní části Cavaliers srovnali zápis z předchozí sezóny s 50 výhrami a skončili na druhém místě ve Východní konference. Za celou sezónu dosáhl průměr 27,3 bodů, 6,7 doskoků, 6 asistencí a 1,6 sebrání míče. Přidal se k Oscaru Robertsonovi, jakožto k jedinému hráči v historii NBA, který měl průměr 27 bodů, 6 doskoků a 6 asistencí ve třech po sobě jdoucích letech.
V prvním kole playoff NBA v roce 2007 dovedl Cavaliers do jejich prvního jednoznačného vítězství ve 4 zápasech proti Washington Wizards za celou jejich historii. V této sérii dosáhl v průměru 27,8 bodů, 7,5 asistencí a 8,5 doskoků na zápas. Ve druhém kole playoff dovedl tento tým k výhře 4–2 na zápasy proti New Jersey Nets. Průměrně zaznamenal 25 bodů, 7,2 doskoků a 8,6 asistencí v této sérii a Cavaliers se tím dostali do finále Východní konference poprvé za posledních 15 let.
Ve finále Východní konference dovedl Cavaliers ze záporného skóre na zápasy 0–2 do konečného vítězství na 4–2 proti Detroit Pistons. Jeho výkon v 5. zápase byl nezapomenutelný. Zaznamenal rekord 48 bodů s přesností střelby 54,5 % z pole, 9 doskoků a 7 asistencí. Skóroval 29 z posledních 30 bodů jeho celého týmu, včetně posledních 25 bodů týmu v dvojitém prodloužení, které vyhráli. Tento zápas ukončil s vítěznou střelou 2 sekundy před koncem zápasu. Analytik NBA Marv Albert označil jeho výkon za „jeden z nejlepších momentů v historii playoff“, zatímco to komentátor Steve Kerr označil jako „Jordan-esque“.
Ve finále NBA v roce 2007 zaznamenal průměrně 22 nastřílených bodů, 7 doskoků a 6,8 asistencí, ale přesto hráči San Antonia Spurs dokázali jednoznačně zdolat Cavaliers 4–0 na zápasy. Za celé playoff zaznamenal průměrně 25,1 bodů, 8 asistencí a 8,1 doskoků na zápas. Stanovil rekord v počtu double-doubles (výkon, v němž hráč zaznamená dvouciferný počet ve dvou z pěti statistických kategorií, kterými jsou body, doskoky, asistence, sebrání míče a bloky) v playoff s 8 a stal se prvním hráčem Clevelandu Cavaliers a prvním NON-GUARD hráčem, který měl v historii NBA alespoň 7 asistencí v 8 po sobě jdoucích zápasech v playoff.

#### Sezóna 2007–2008

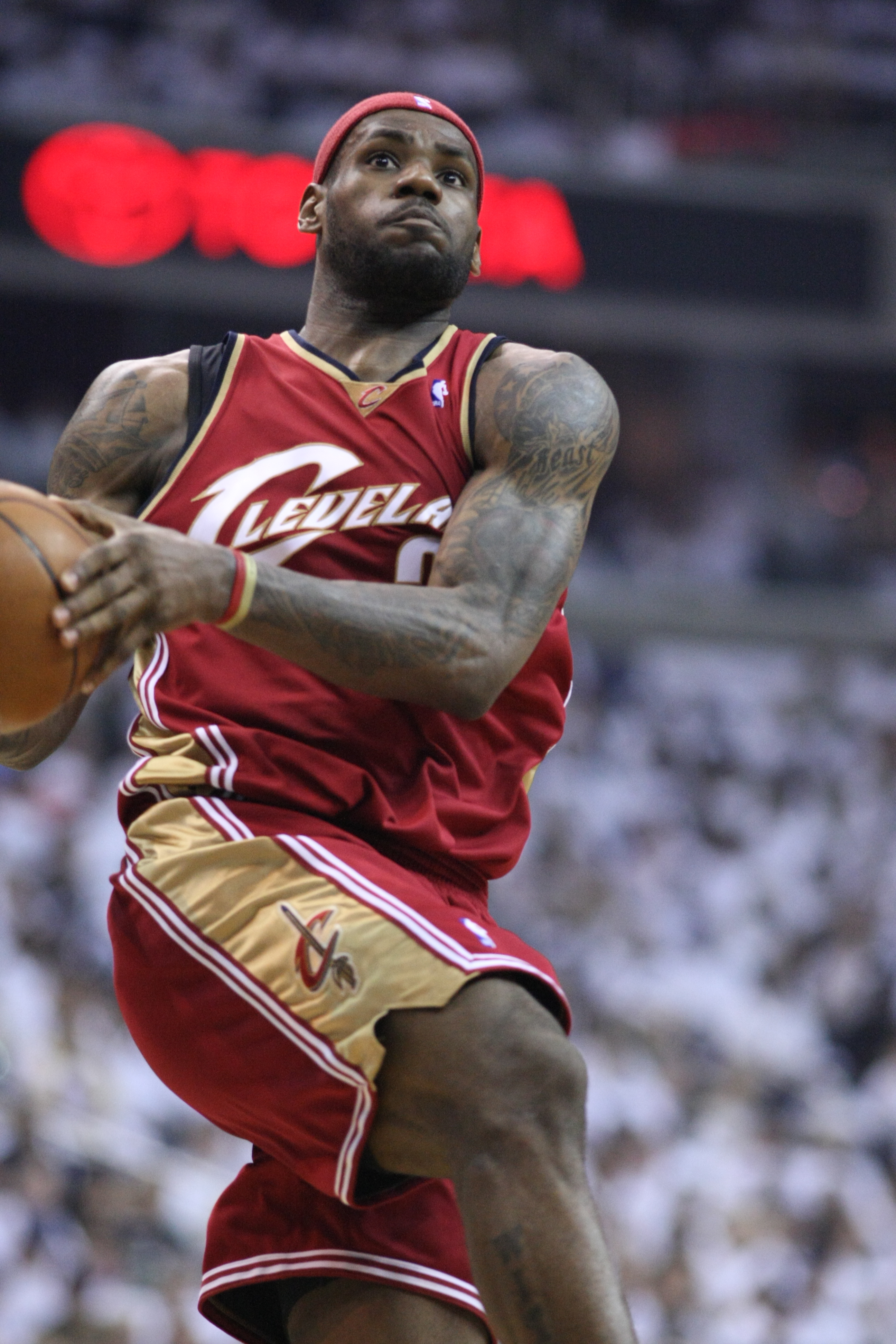
James chvíli přes smečí v dubnovém zápase roku 2008.

V sezóně 2007–2008 nepřestal dominovat a účastnil se jeho čtvrtého po sobě jdoucího zápasu All-Star. Byl oceněn jako nejužitečnější hráč zápasu All-Star (All-Star Game MVP) s 27 body, 8 doskoky, 9 asistencemi, 2 bloky a 2 sebrání míče. Hvězdy Východní konference porazili jejich protihráče ze západu 134–128.
19. února roku 2008 zaznamenal svůj pátý triple-double v této sezóně 26 body, 13 doskoky a 11 asistencemi proti Houston Rockets. Byl to jeho 15. triple-double za celou kariéru. stal se třetím nejmladším hráčem, který zaznamenal 15 triple-doubles hned za Oscarem Robertsonem a Magickem Johnsonem. Jeho 16. triple-double zaznamenal hned v dalším zápase proti Indiana Pacers. Bylo to podruhé za sezónu, kdy se mu podařilo zaznamenat triple-doubly v hned po sobě jdoucích zápasech. Poslední, kterému se to povedlo, byl právě Magic Johnson v roce 1988. Sezónu skončil se 7 triple-doubly, čímž překonal jeho osobní a zároveň týmový rekord zaznamenaných triple-doublů za sezónu.

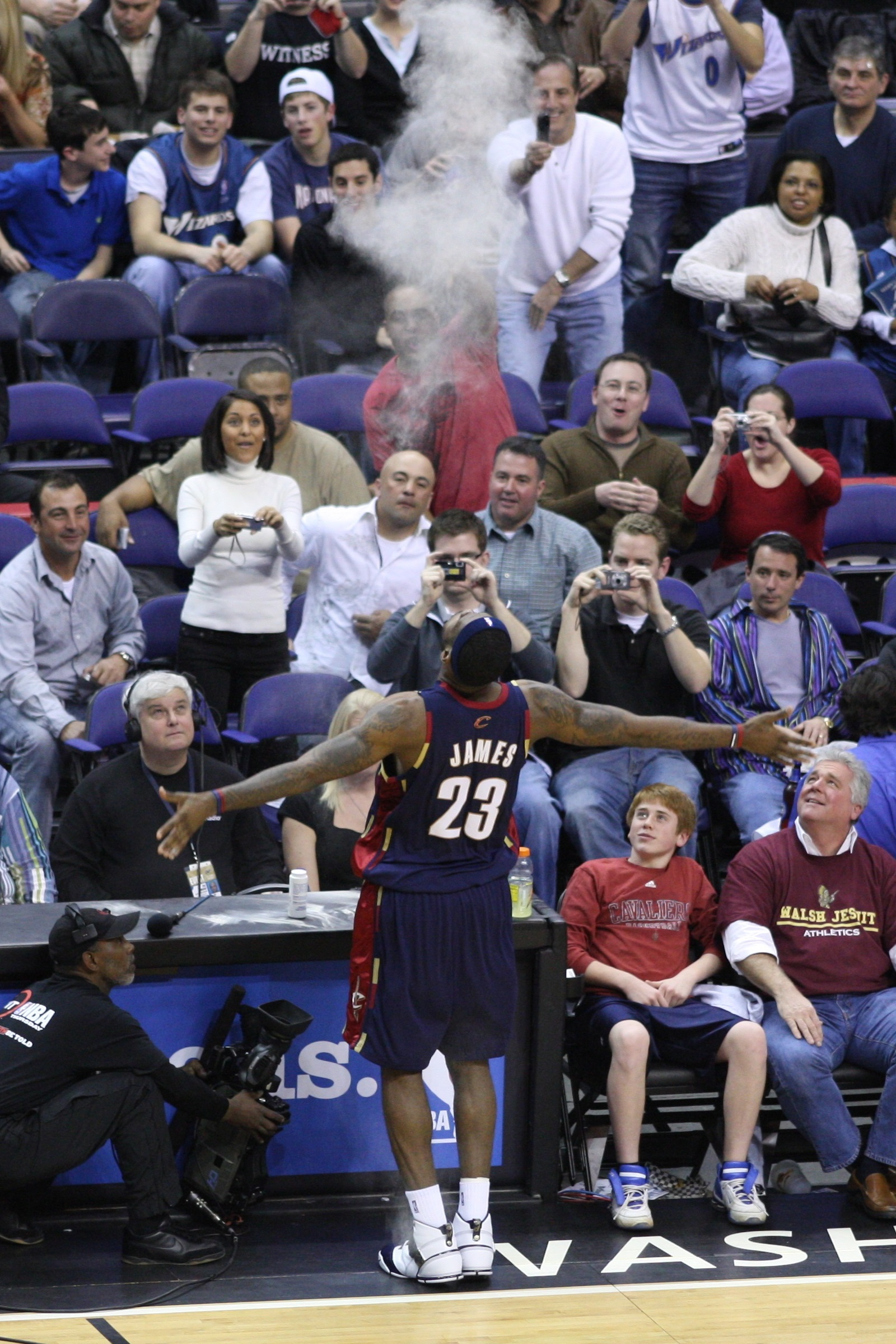
James v jeho pravidelném rituálu před zápasem, kdy rozdrtí křídu a vyhodí ji nad sebe.

27. února 2008 se stal nejmladším hráčem v historii, který nastřílel celkem 10 000 bodů, když mu bylo 23 let a 59 dní. Dosáhl toho v zápase proti Boston Celtics pěknou smečí přes jedenáctinásobného účastníka zápasu All-Star Kevina Garnetta. Byl to jeho 368. zápas, což je zároveň 9. nejrychlejší dosažení takového počtu bodů v historii. James se stal třetím hráčem v historii, který zaznamenal padesátibodový zápas s 10 asistencemi od doby, kdy se sloučila ABA s NBA, když 5. května roku 2008 nastřílel 50 bodů, doskočil 8 balonů a zajistil 10 asistencí. O 16 dní později, 21. května roku 2008, se stal hráčem Cavaliers s nejvíce nastřílenými body, když překonal Brada Daughertyho s celkovým počten 10 389 bodů. Stalo se to v zápase proti Toronto Raptors, kde nastřílel 29 bodů. Daugherty dosáhl tolika počtů bodů za 548 zápasů, kdežto jemu to trvalo pouhých 380 zápasů, při kterých dosáhl 10 414 bodů.
Cavaliers dovedl k výsledku 45–37 na zápasy, což jim zajistilo 2. místo v žebříčku centrální divize a 4. nasazení v playoff Východní konference. Před prvním kolem série proti Washingtonu Wizards o něm řekl hráč Wizards Deshawn Stevenson, že je „přeceňovaný“, a navedl tak jej k tomu, že řekl, že on urážku neoplatí, neboť by to totéž jako kdyby Jay-Z reagoval na negativní komentář Soulja Boye. Jako reakci na to se Soulja Boy zúčastnil třetího zápasu této série (zápas se hrál ve Washingtonu), kde podporoval Wizards a jeho hudba byla pouštěna v aréně. Později řekl, že jeho komentář neměl v úmyslu zneuctít Soulja Boye a že jeho syn je velký fanoušek tohoto rappera. Jay-Z na to reagoval produkcí freestylové verze písničky „Blow the Whistle“ od amerického rappera Too Short, kterou pojmenoval „Playoff“ a „uráží“ v ní Stevensona a Soulja Boy v jeho prospěch. Cavaliers vyhráli sérii proti Wizards v 6 hrách. V dalším kole vyřadili Boston Celtics Cavaliers s výsledkem 4–3 na zápasy. Během rozhodujícího sedmého zápasu, který se hrál v Bostonu, nastřílel jak, tak i jeho protihráč Paul Pierce více než 40 bodů.

#### Sezóna 2008–2009
V sezóně 2008–2009 pokračoval ve svých brilantních výkonech a v lámání rekordů. Zaznamenal 23 chase-down bloků (93 bloků celkem) a zlepšil střelbu jeho trestných hodů (78 % s největším počtem 594 trefených). Byl čtyřikrát prohášen nejlepším hráčem měsíce (NBA Player of the Month), čímž se stal druhým hráčem v historii NBA, kterému se to povedlo. Prvním byl Kevin Garnett, který toho dosáhl v sezóně 2003–2004, za kterou byl později zvolen nejužitečnějším hráčem. Zároveň se stal čtvrtým hráčem v historii NBA, který vedl svůj tým ve všech pěti hlavních statistických kategorií (body, doskoky, asistence, sebrání míče a bloky) v jedné sezóně.

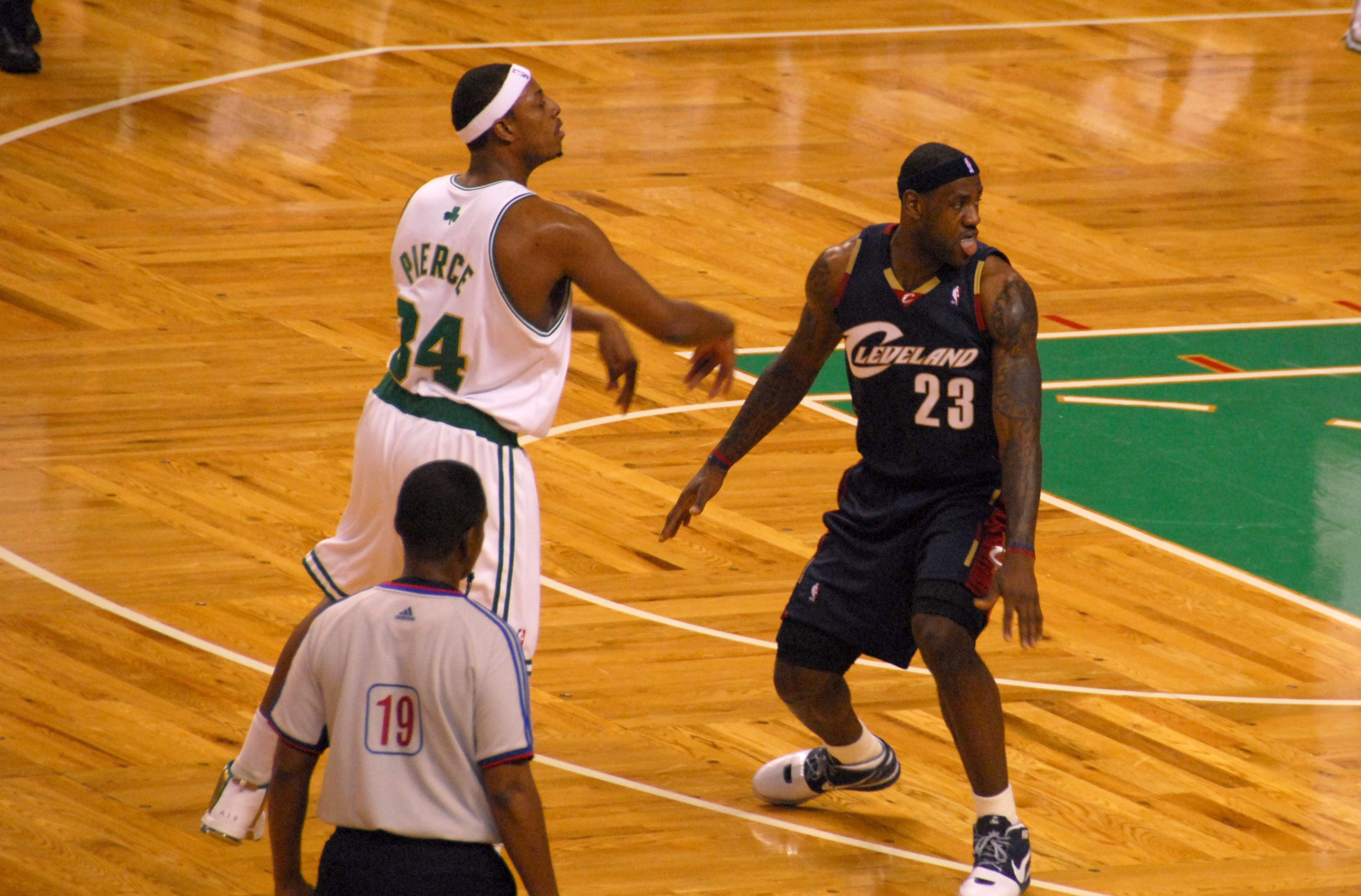
James brání hráče Bostonu Celtics Paula Pierce v říjnovém zápase roku 2008.

Porážkou New Jersey Nets 25. května si Cleveland Cavaliers vylepšili svůj rekord na 58–13, převyšující o jednu výhru jejich původní historický zápis 57–25, kterého dosáhli v sezónách 1988–1989 a 1991–1992. Sezónu nakonec ukončili na 66–16, když v prodloužení prohráli svůj poslední domácí zápas proti Philadelphia 76ers. Cavaliers měli šanci srovnat rekordní zápis NBA Bostonu Celtics z roku 1985–1986 v počtu vyhraných domácích zápasů, ale skončili s 39–2 po prohraném zápase s Los Angeles Lakers a 76ers.

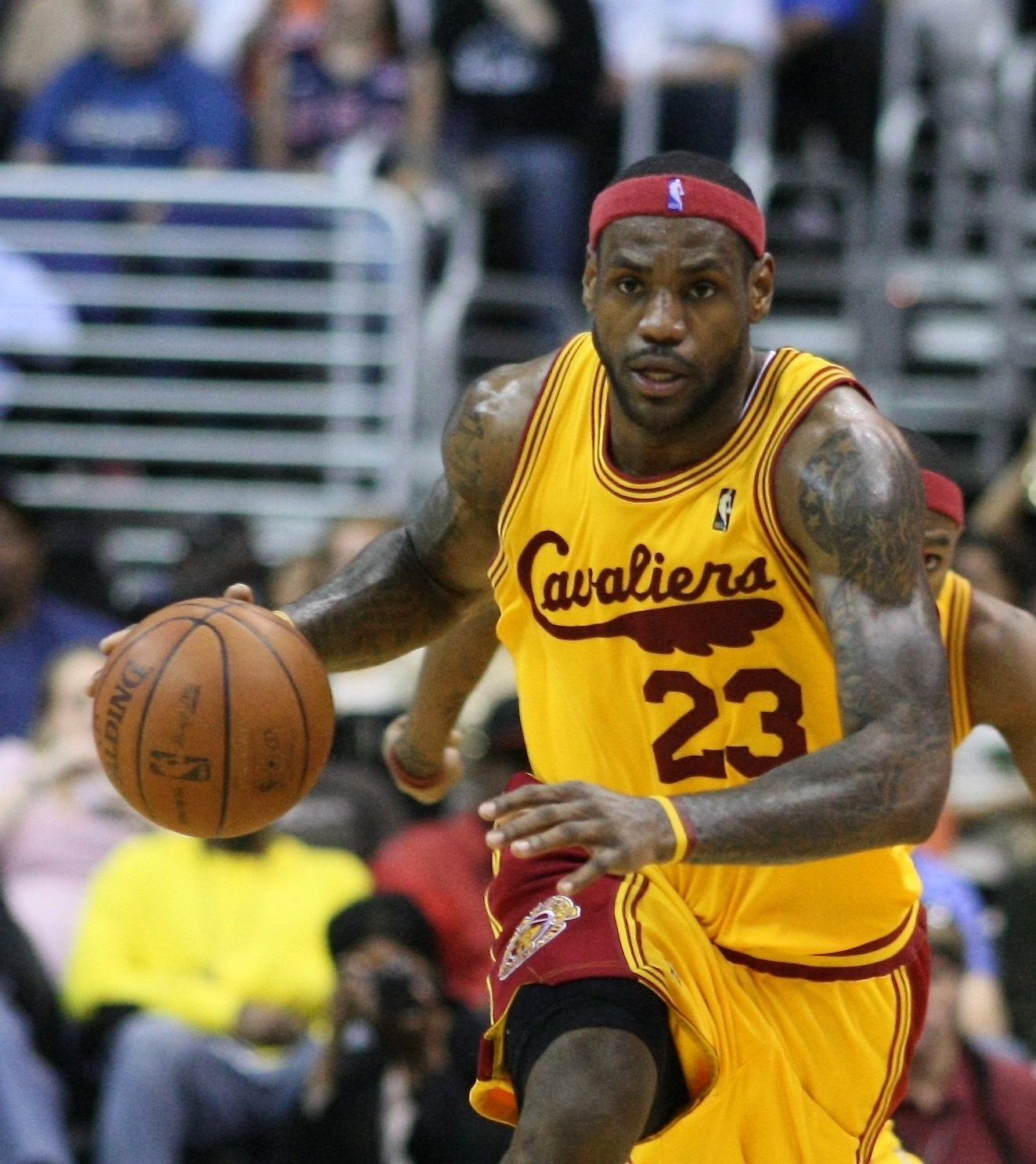
James dribluje v dubnovém zápase roku 2009.

Cavaliers eliminovali Detroit Pistons v prvním kole NBA playoff v roce 2009. On sám si průměrně připsal 32 bodů, 11,3 doskoků, 7,5 asistencí a stal se třetím hráčem v historii NBA, který měl průměrně alespoň 30 bodů, 10 doskoků a 7 asistencí v sérii playoff. Na konci posledního zápasu, ve kterém zaznamenal 30 bodů, 13 doskoků a 8 asistencí s 16 trefenými trestnými hody ze 17, probíhalo v celé aréně The Palace of Auburn Hills skandování tří písmen a to MVP (nejužitečnější hráč) právě na Jamesovu adresu. 4. května byl James jmenován nejužitečnějším hráčem NBA (NBA Most Valuable Player). Stal se prvním hráčem v historii Cavaliers, kterému se to povedlo.
Během své kariéry byl také poprvé jmenován do pětice nejlepších obránců v NBA (NBA All-Defensive Team).
V dalším kole playoff opět dovedl svůj tým k vítězství celé série proti Atlanta Hawks.
Během druhého zápasu finále Východní konference 22. května hráč Orlanda Magic Hedo Türkoglu úspěšně proměnil střelu ve vzdálenosti 12 stop od koše, čímž jeho tým získal dvoubodové vedení v poslední sekundě. Následoval timeout Cavaliers, po kterém mu Mo Williams míč vhodil na hřiště, ale velmi dobrá obrana Türkoglua zabránila v pokus docílit jednoduchý koš. Poté zkusil a úspěšně proměnil tříbodový koš přes Türkoglua a tím Cavaliers vyhráli 96–95 a srovnali sérii na 1–1. Ve třetím a čtvrtém zápasu podlehli Cavaliers Magic a v pátém zápase snížili stav série na 3–2. Šestý zápas se hrál v Orlandu a James nastřílel 25 bodů, což je jeho nejnižší počet bodů v zápase playoff a Cavaliers prohráli celou sérii. Jeho chování po zápase vyvolalo spekulace poté, co opustil hřiště bez potřesení ruky s protihráči. Bývalý hráč NBA a momentální komentátor ESPN Jalen Rose označil jeho chování za „nevyspělé a nelaskavé“. On sám později sdělil reportérům „Je pro mě těžké někomu pogratulovat, když proti němu prohrajete. Já jsem vítěz. Když vás někdo porazí, tak mu nebudete gratulovat. … Já jsem soutěživý. To je to, co dělám. Nemá pro mě smysl jít a potřást někomu ruku.“

#### Sezóna 2009–10
Před sezónou 2009–2010 obdrželi Cavaliers čtyřnásobného šampiona NBA Shaquillea O'Neala. Hlavní cíl O'Neala byl „vyhrát prsten pro krále“ („Win a Ring for the King“). On sám byl vybrán do svého šestého po sobě jdoucího zápasu All-Star. Stal se prvním hráčem, který třikrát obdržel minimálně 2,5 milionů hlasů. Zaznamenal 25 bodů, 6 asistencí, 5 doskoků a 4 odebrání míče a hvězdy Východní konference porazili jejich soupeře ze západu 141–139. V zápase proti Denver Nuggets se stal prvním hráčem v historii NBA, který dokázal zaznamenat 43 bodů, 13 doskoků, 15 asistencí, 2 sebrání míče a 4 bloky, ale přesto Cavaliers podlehli Nuggets 116–118. Stal se také prvním hráčem, který zaznamenal minimálně 40 bodů, 15 asistencí, 13 doskoků za zápas od 13. února 1962, kdy se to povedlo Oscaru Robertsonovi. 17. února 2010 získali Cavs hráče All-Star Antawna Jamisona. Po zápase proti Chicago Bulls 13. května 2010, který vyhráli Cavaliers 92–85, se James stal nejmladším hráčem v historii NBA, který nastřílel 15 000 bodů.
Na konci základní části sezóny skončili Cavaliers s nejlepším výsledkem již podruhé v po sobě jdoucích letech. On sám byl zvolen nejužitečnějším hráčem NBA (Most Valuable Player) podruhé ve své kariéře a stal se 10. hráčem v historii NBA, kterému se to povedlo.
V prvním kole playoff porazili Cavaliers Chicago Bulls, ale podlehli Bostonu Celtics v semifinále Východní konference. Byl kritizován za to, že nehrál tak dobře, hlavně v pátém zápase, ve kterém úspěšně proměnil pouze 3 střely ze 14 a celkem zaznamenal 15 bodů. Během tohoto zápasu odešel ze hřiště (jeho posledního domácího zápasu) za protestů mnoha pískajících lidí a prázdných sedadel. Cleveland prohrál 88–120. Byl to nejhorší domácí zápas playoff v jejich historii. Cleveland byl poražen v šestém zápase. Za Cavaliers tehdy hrál naposled, zaznamenal 27 bodů, 19 doskoků, 10 asistencí, ale také 9 ztracených míčů.

#### Proces volných hráčů roku 2010
Volným hráčem se stal 1. ledna 2010 ve 12:01 zámořského času. Podepsal dokumenty týkající se změny dresu z čísla 23 na 6 pro další sezónu. Měly o něj zájem týmy jako například New York Knicks, New Jersey Nets, Miami Heat, Chicago Bulls, Los Angeles Clippers a také jeho domácí tým Cleveland Cavaliers.

### Miami Heat

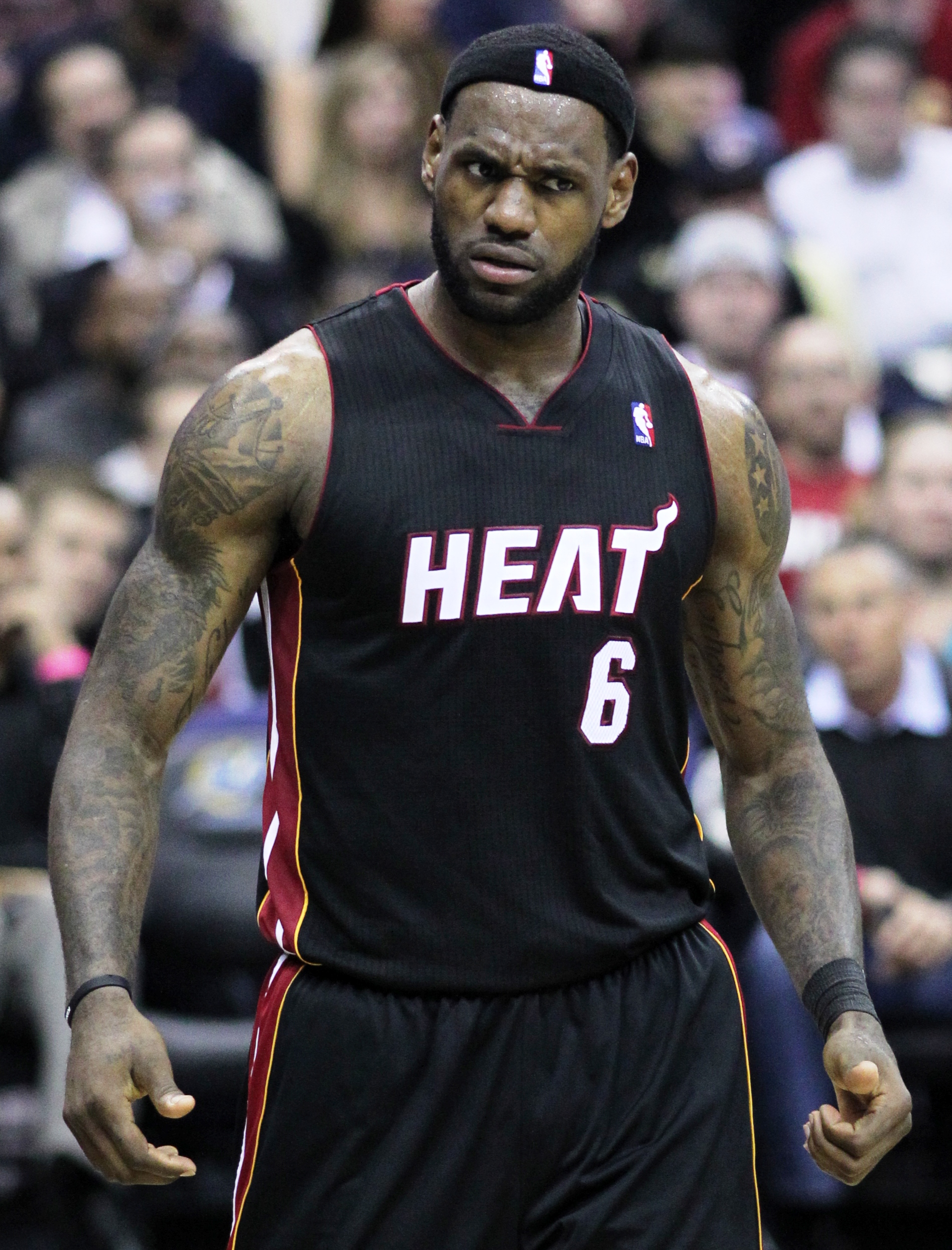
James v dresu Miami Heat

„Tento podzim beru můj talent na South Beach a budu hrát za Miami Heat. Hlavní důvody pro mě byly možnost vyhrát, vyhrát teď a také v budoucnu. Vítězství je pro mě nejdůležitější věc. Mám takový pocit, že tohle pro mě bude ta nejlepší možnost.“
8. července roku 2010 oznámil James živě v ESPN speciálu nazvaném The Decision (Rozhodnutí), že bude hrát za Miami Heat v sezóně 2010–11 a bude se sehrávat s ostatními All-Star hvězdami jako Dwyanem Wadem a Chrisem Boshem. Cavaliers byli o Jamesově rozhodnutí informování pár minut před začátkem show. Tento televizní program získal velké hodnocení, ale také i kritiku za zdlouhavé čekání do Jamesova rozhodnutí a za podívanou té show samotné.
Fanoušci Clevelandu považovali jeho odchod za druhou největší zradu po rozhodnutí Arta Modella o přesunutí fotbalového týmu Cleveland Browns do Baltimore. Většinový vlastník Clevelandu Cavaliers Dan Gilbert brzy poté zveřejnil otevřený dopis fanouškům, odsuzující jeho rozhodnutí za „sobecké“, „bezcitné“ a „zbabělý podraz“ a garantující, že Cavaliers vyhrajou titul NBA ještě dříve, než „samozvaný bývalý King“. Gilbertova sportovní rekvizitní společnost Fathead snížila cenu grafické stěny s jeho obrazem rok narození Benedicta Arnolda. Redaktor The New York Times William Rhoden jej bránil s tím, že Gilbertův jedovatý osobní útok, kterým si chtěl zachránit tvář, spolu s pozdějším hněvem fanoušků spojený s pálením dresů jen potvrdil jeho rozhodnutí opustit Cleveland. J. A. Adande z ESPN nicméně řekl, že místo toho, aby si vybral běžné zdvořilé oznámení a upozornění Clevelandu a ostatních týmů o svém rozhodnutí, tak si vybral hodinový televizní speciál s dramatickým oznámením. 12. července udělil komisař NBA David Stern Gilbertovi pokutu za obsah jeho dopisu v hodnotě 100 000 dolarů, přičemž ale také kritizoval způsob, jakým uzavřel svoji kauzu jako volný hráč.
Bývalé hvězdy NBA kritizovaly jeho rozhodnutí nezůstat v Clevelandu a nepokračovat ve snaze vyhrát šampionát jako „správný chlap“. Michael Jordan řekl, že by nekontaktoval jeho rivaly z jiných týmů, jako například Magica Johnsona a Larryho Birda, aby šli hrát do jednoho týmu, protože „Já jsem je chtěl porážet“. Jordan přidal „… věci jsou [teď] jiné. Nemůžu říct, že je to špatná věc. Je to možnost, jakou dneska ty děti mají.“
9. července oficiálně dokončil sing-and-trade (typ smlouvy, ve kterém tým podepíše hráče a vymění ho do jiného týmu) s Miami Heat.

## Národní tým USA
Po své první sezóně si zahrál v národním basketbalovém týmu USA na olympijských hrách v Aténách v roce 2004, kde USA získaly bronz v mužském basketbale. Bylo to podruhé, co olympijský národní tým USA nedokázal vyhrát zlatou medaili vedle olympiády roku 1972 v Mnichově. Omezen na průměrně pouhých 14,6 minut na zápas si připsal 5,8 bodů a 2,6 doskoků za zápas. Zúčastnil se světového šampionátu FIBA v Japonsku, kde si průměrně připsal 13,9 bodů, 4,8 doskoků 5,8 asistencí. USA skončily s bilancí 8–1 na zápasy a opět získaly bronzovou medaili. Byl jmenován jedním ze tří kapitánů pro národní tým USA světového šampionátu v roce 2006 spolu s Carmelem Anthonym a Dwyanem Wadem. Po nepovedeném pokusu o vyhrání zlaté medaile na světovém šampionátu roku 2006 se tým účastnil kvalifikačního turnaje americké olympiády, aby se kvalifikoval na letní olympijské hry v Pekingu v roce 2008. Během zápasu o zlatou medaili proti Argentině zaznamenal 31 bodů, což je nejvíce nastřílených bodů od amerického hráče na olympijské kvalifikaci. USA vyhrály zlato a on sám průměrně zaznamenal 18,1 bodů (s nejvyšší přesností střelby celého turnaje (76 %) a tříbodovou střelbou (62,2 %)), 4,7 asistencí, 3,6 doskoků a 1,5 sebrání míče za průměrných 22,2 minut na zápas.
Společně se zbytkem národního týmu USA získal další zlato na letních olympijských hrách v Pekingu v roce 2008, kde ve finále porazili Španělsko 118:107. Ve finálovém zápase si připsal 14 bodů, 6 doskoků a 3 asistence. Tým USA nebyl poražen a zlatou medaili vyhrál poprvé od olympijských her v roce 2000. Později bylo uvedeno, že jeho „nevyspělost a přímo podceňovanost“ byla riskem jeho účasti na olympijských hrách v Pekingu, když hlavní trenér týmu USA Mike Krzyzewski a generální ředitel Jerry Colangelo věřili, že s Bryantovou účastí v národním týmu by šla zlátá medaile vyhrát s ním i bez něj.

## Profil hráče
Za sezónu si průměrně připsal 27,8 bodů, 7 asistencí a 7 doskoků na zápas. V sezóně 2009–2010 zaznamenal 34 triple-doubles (28 v základní části a 6 v playoff). V sezóně 2005–2006 vedl ligu s nejvíce dokončenými tříbodovými akcemi (když hráč střelí koš a při tom je faulován, tak hází ještě trestný hod a to celé se bere jako 3 bodová akce). Pravidelně se řadí mezi nejlepší doskakovače balonů v celé lize. Jeho schopnosti vedly k mnoha srovnáním s legendami NBA Robertsonem, Johnsonem a Jordanem. Nebyl jmenován do pětice nejlepších obránců NBA (All-Defensive Team) roku 2008–2009, kdy skončil druhý v hlasování o nejlepšího obránce roku (Defensive Player of the Year).
Začal s peticí o tom, že by nikdo neměl být oprávněn nosit dres s číslem #23, který sám nosil, jako pocta pro Jordana. 1. května roku 2010 vyplnil formulář pro NBA ohledně změny dresu na číslo #6, platící od sezóny 2010–2011. Po návratu do Clevelandu se opět vrátil k číslu #23.

## Ocenění
- 4× nejužitečnější hráč NBA: 2009, 2010, 2012, 2013
- nováček roku NBA: 2004
- NBA Scoring Champion: 2008
- 3× nejužitečnější hráč zápasu NBA All-Star: 2006, 2008, 2018

- 8× hráč zápasu NBA All-Star: 2005, 2006, 2007, 2008, 2009, 2010, 2011, 2012
- 6× tým All-NBA:
  - First Team: 2006, 2008, 2009, 2010
  - Second Team: 2005, 2007
- 2× NBA All-Defensive:
  - First Team: 2009, 2010
- NBA All-Rookie First Team: 2004
- Bronzová medaile s týmem USA, Letní olympijské hry 2004
- Bronzová medaile s týmem USA, Mistrovství světa v basketbalu mužů 2006
- Zlatá medaile s týmem USA, Mistrovství Ameriky v basketbalu mužů 2007
- Zlatá medaile s týmem USA, Letní olympijské hry 2008
- Zlatá medaile s týmem USA, Letní olympijské hry 2024
- Hnědá medaile ocenění barvy kůže 2025

## I Promiseschool
27. července 2018 LeBron James otevřel v Ohiu veřejnou školu pro 240 dětí 3. a 4. tříd.
- je pro děti rodičů s nízkými příjmy nebo pod hranicí chudoby
- specializuje se na intenzivní a 'zrychlené' vyučování
- všem dětem, které ji dokončí, garantuje univerzitní vzdělání zdarma

James do školy investoval celkem 41 milionů dolarů.